# Acanthurus fowleri
Acanthurus fowleri  (лат.) ― вид морских лучепёрых рыб из семейства хирурговых. Тропическая рыба, обитающая в коралловых рифах Филиппин, Индонезии, Папуа - Новой Гвинеи, Соломоновых островов и Австралии. Стандартная длина составляет 45 сантиметров. Обитает на рифах и пологих спусках к морю.